# Hôtel d'Arros
L’hôtel d'Arros est un hôtel particulier de la ville de Metz en Moselle dans la région Grand Est.

## Situation
Il se situe au nord du quartier Pontiffroy, dans le quartier administratif Les Îles.

## Historique
Il a appartenu à Charles Quentin, serrurier d'art qui y a installé ses ateliers en 1880. L'édifice a été construit au XVIIe siècle.
Il atteste la présence de riches familles, « un décor caractéristique de l’architecture civile de Metz avec ses toitures mansardées à l’italienne ».